# Global Night Commute

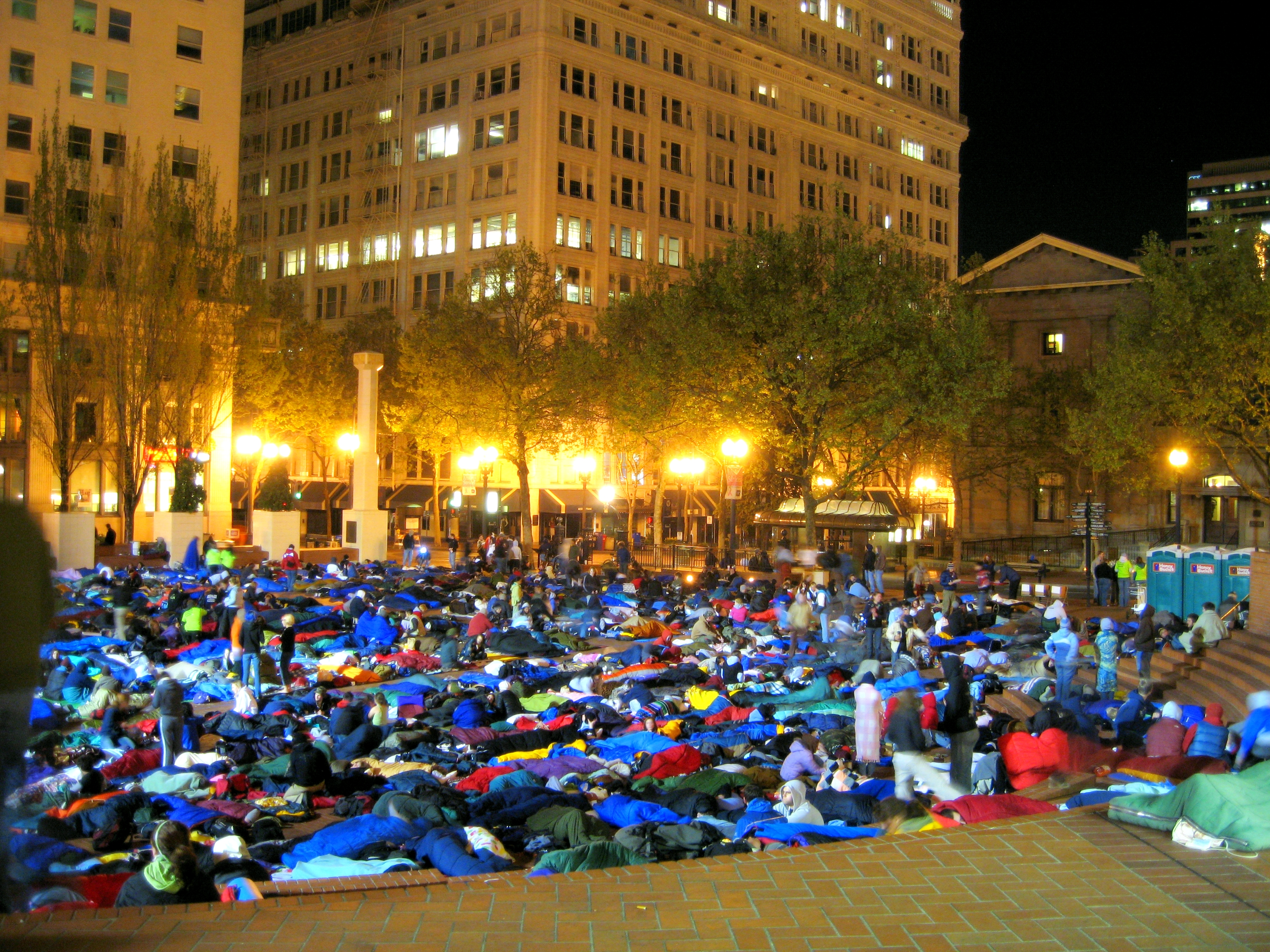
GNC w Portland

Global Night Commute (GNC) - event zorganizowany 29 kwietnia 2006 przez twórców filmu dokumentalnego Invisible Children oraz organizację Invisible Children, Inc. Młodzież z całego świata spacerowała ulicami miast i spędzała noc w parkach w dowód solidarności z dziećmi z Ugandy, które każdej nocy udają się do centrum miast, aby uniknąć złapania przez Armię Bożego Oporu.